# 環球資源

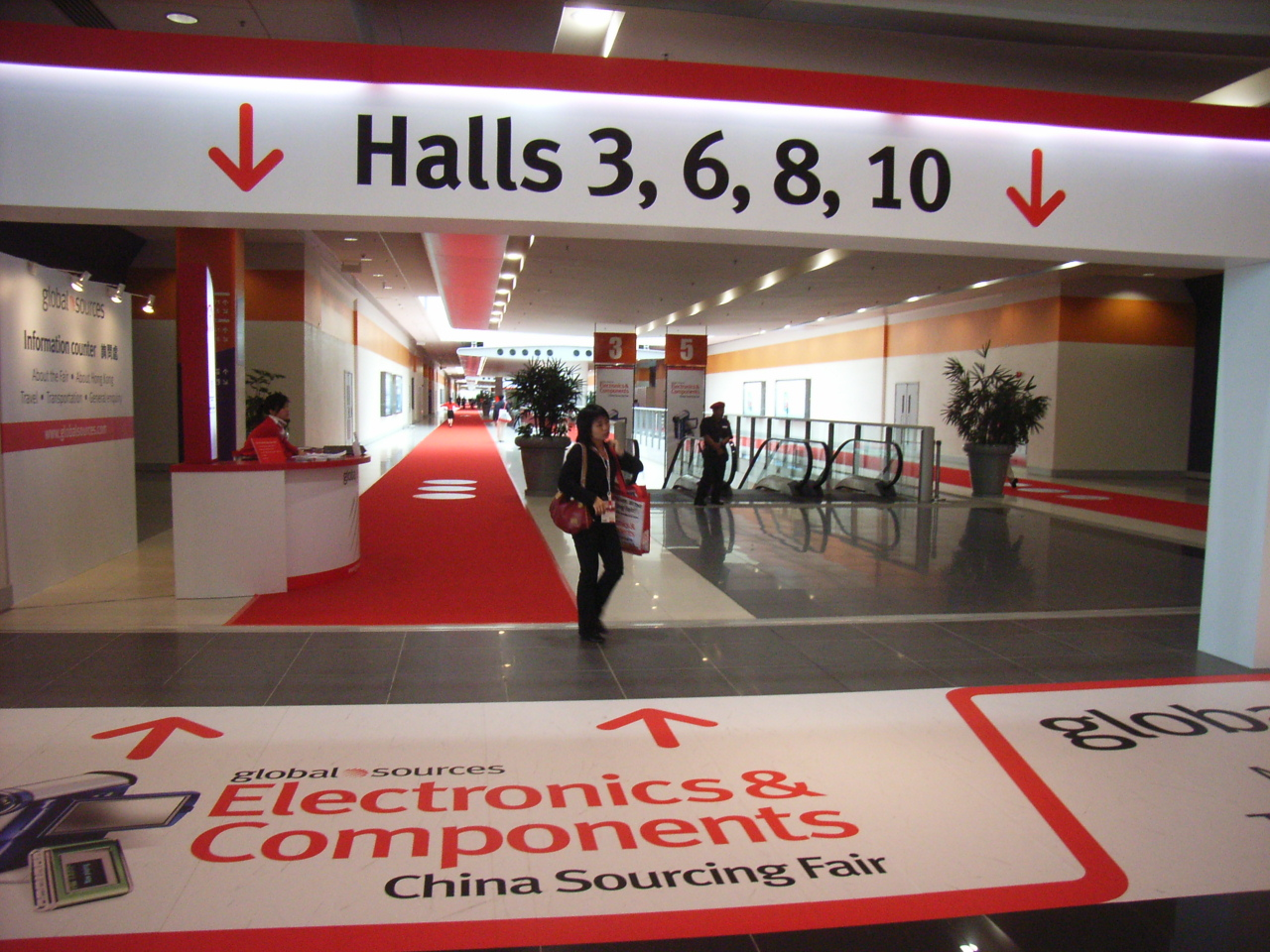
環球資源每年都有數場大型商易展覽於香港及大中華深圳上海等地舉行，圖中亞洲國際博覽館是其一。

環球資源，Global Sources，是美國納斯達克上市公司，(NASDAQ: GSOL)，獲福布斯(Forbes) 雜誌評選為亞洲區首200家企業之一。 環球資源的主要業務是國際貿易展覽營辦商、電子商務B2B及商貿雜誌出版社。
環球資源服務的顧客多數是國際貿易的商人，他們的產品分類包括: 汽摩配件及用品、嬰兒及兒童用品、電腦、消費類電子產品、電子零件、服裝及紡織品、流行服飾及配件、禮品及贈品、家居用品、五金及DIY產品、安防產品、休閒及運動用品、通訊設施等。最初由其猶太人創辦人韓禮士 (Merle A. Hinrichs)在香港創立，後進入臺灣市場，規模一度超過5000員工。2000年前正式投資進入中國内地市場，並開始專營為經營網絡B2B，漸漸減少貿易雜誌份額。

## 外部參考
- 環球資源企業網 （页面存档备份，存于）
- Management of the Global Sources （页面存档备份，存于）
- 環球資源系列采購交易會 （页面存档备份，存于）

1. ↑  Blackstone. . Blackstone.   [2021-03-12]. （原始内容存档于2021-08-09）.